# Lijst van voetbalinterlands Ecuador - Qatar
Deze lijst van voetbalinterlands is een overzicht van alle officiële voetbalwedstrijden tussen de nationale teams van Ecuador en Qatar. De landen speelden tot op heden vier keer tegen elkaar. De eerste ontmoeting, een vriendschappelijke ontmoeting, werd gespeeld in Doha op 18 februari 1996. Het laatste duel, de openingswedstrijd van het Wereldkampioenschap voetbal 2022, vond plaats op 20 november 2022 in Al Khawr.

## Wedstrijden
| № | Plaats   | Datum            | Competitie        | Wedstrijd       | Uitslag |
| - | -------- | ---------------- | ----------------- | --------------- | ------- |
| 1 | Doha     | 18 februari 1996 | Vriendschappelijk | Qatar – Ecuador | 1 – 1   |
| 2 | Doha     | 25 februari 1996 | Vriendschappelijk | Qatar – Ecuador | 1 – 2   |
| 3 | Doha     | 12 oktober 2018  | Vriendschappelijk | Qatar – Ecuador | 4 – 3   |
| 4 | Al Khawr | 20 november 2022 | WK 2022           | Qatar – Ecuador | 0 − 2   |

## Samenvatting
| Competitie        | Totaal gespeeld | Winst Ecuador | Gelijk | Winst Qatar | Doelsaldo Ecuador – Qatar |
| ----------------- | --------------- | ------------- | ------ | ----------- | ------------------------- |
| WK-eindronde      | 1               | 1             | 0      | 0           | 2 − 0                     |
| Vriendschappelijk | 3               | 1             | 1      | 1           | 6 − 6                     |
| Totaal            | 4               | 2             | 1      | 1           | 8 − 6                     |

Wedstrijden bepaald door strafschoppen worden, in lijn met de FIFA, als een gelijkspel gerekend.

## Details

### Eerste ontmoeting
| Qatar            | 1 – 1        | Ecuador |
| Ahmed Hassan 90' | goals        | 3' Eduardo Hurtado |
|                  | bondscoach   | Francisco Maturana |
|                  | opstellingen | José Cevallos Wagner Rivera Máximo Tenorio Alberto Montaño Carlos Pazmiño 87' Juan Carlos Garay 80' Wilson Carabali Luis González Jorge Batallas Eduardo Hurtado 80' Ángel Fernández |
|                  | wissels      | 80' Robert Burbano 80' Cléber Chalá 87' Robert Macias |

### Tweede ontmoeting
| Qatar                | 1 – 2        | Ecuador |
| Abdul Al-Obaidly 15' | goals        | 46' Eduardo Hurtado 73' Ángel Fernández |
|                      | bondscoach   | Francisco Maturana |
|                      | opstellingen | José Cevallos Wagner Rivera Máximo Tenorio 84' Alberto Montaño Carlos Pazmiño Luis González 80' Wilson Carabali Juan Carlos Garay 80' Jorge Batallas Eduardo Hurtado Ángel Fernández |
|                      | wissels      | 80' Robert Burbano 80' Robert Macias 84' Byron Tenorio |

### Vierde ontmoeting
| Qatar | 0 – 2           | Ecuador |
| | goals (assists) | 16' Enner Valencia (strafschop) 31' Enner Valencia (Ángelo Preciado) |
| Félix Sánchez | bondscoach      | Gustavo Alfaro |
| Saad Al-Sheeb () Ró-Ró Bassam Al-Rawi Boualem Khoukhi Abdelkarim Hassan Homam Ahmed Abdulaziz Hatem Karim Boudiaf Hassan Al-Haydos 71' Akram Afif Almoez Ali 72' | opstellingen    | Hernán Galíndez Ángelo Preciado Félix Torres Piero Hincapié () Pervis Estupiñán 90' Moisés Caicedo Sebas Méndez Gonzalo Plata 68' Romario Ibarra 90' () Michael Estrada 77' Enner Valencia |
| Mohammed Waad 71' Mohammed Muntari 72' | wissels         | 68' Jeremy Sarmiento 77' José Cifuentes 90' Alan Franco 90' Kevin Rodríguez |
| Saad Al-Sheeb 15' Almoez Ali 22' Karim Boudiaf 36' Akram Afif 78'                                                                                                | gele kaarten    | 29' Moisés Caicedo 56' Sebas Méndez |

FEF · A-internationals · Bondscoaches · Selecties · Statistieken · Ecuadoraans vrouwenelftal · Olympisch elftal · Ecuador U21 · Ecuador U20 · Ecuador U18 · Ecuador U17
1938 – 1949 ·
1950 – 1959 ·
1960 – 1969 ·
1970 – 1979 ·
1980 – 1989 ·
1990 – 1999 ·
2000 – 2009 ·
2010 – 2019 ·
2020 − 2029
WK 2002 · 
WK 2006 · 
WK 2014
1938 · 
1939 · 
1940 · 
1941 · 
1942 · 
1943 · 1944 · 
1945 · 
1946 · 
1947 · 
1948 · 
1949 · 
1950 · 1951 · 1952 · 
1953 · 
1954 · 
1955 · 
1956 · 
1957 · 
1958 · 
1959 · 
1960 · 
1961 · 1962 · 
1963 · 
1964 · 
1965 · 
1966 · 
1967 · 1968 · 
1969 · 
1970 · 
1971 · 
1972 · 
1973 · 
1974 · 
1975 · 
1976 · 
1977 · 
1978 · 
1979 · 
1980 · 
1981 · 
1982 · 
1983 · 
1984 · 
1985 · 
1986 · 
1987 · 
1988 · 
1989 · 
1990 · 
1991 · 
1992 · 
1993 · 
1994 · 
1995 · 
1996 · 
1997 · 
1998 · 
1999 · 
2000 · 
2001 · 
2002 · 
2003 · 
2004 · 
2005 · 
2006 · 
2007 · 
2008 · 
2009 · 
2010 · 
2011 · 
2012 · 
2013 · 
2014 · 
2015 · 
2016 · 
2017 ·
2018 ·
2019 ·
2020 ·
2021 ·
2022
Argentinië ·
Armenië ·
Australië ·
Bolivia · 
Brazilië ·
Bulgarije ·
Canada ·
Chili ·
Colombia ·
Costa Rica ·
Cuba ·
Denemarken ·
DDR ·
Duitsland ·
El Salvador ·
Engeland ·
Estland ·
Finland ·
Frankrijk ·
Griekenland ·
Guatemala ·
Haïti ·
Honduras ·
Ierland ·
Irak ·
Iran ·
Italië ·
Jamaica ·
Japan ·
Joegoslavië ·
Jordanië ·
Kaapverdië ·
Koeweit ·
Kroatië · 
Libanon ·
Mexico ·
Nederland ·
Nigeria ·
Noord-Macedonië ·
Oeganda ·
Oman ·
Panama ·
Paraguay ·
Peru ·
Polen ·
Portugal ·
Qatar ·
Roemenië ·
Saoedi-Arabië ·
Schotland ·
Senegal ·
Spanje ·
Trinidad en Tobago ·
Turkije · 
Uruguay ·
Venezuela ·
Verenigde Staten ·
Wit-Rusland ·
Zambia ·
Zuid-Afrika ·
Zuid-Korea ·
Zweden ·
Zwitserland
Costa Rica (2006) · 
Duitsland (2006) · 
Engeland (2006) · 
Frankrijk (2014) · 
Honduras (2014) · 
Nederland (2022) · 
Polen (2006) · 
Qatar (2022) · 
Zwitserland (2014)
QFA · A-internationals · Bondscoaches · Statistieken · Qatarees vrouwenelftal · Qatar U21 · Qatar U20 · Qatar U19 · Qatar U18 · Qatar U17
1970 – 1979 ·
1980 – 1989 ·
1990 – 1999 ·
2000 – 2009 ·
2010 – 2019 ·
2020 − 2029
OS 1984 · 
OS 1992
1970 · 
1971 · 
1972 · 
1973 · 
1974 · 
1975 · 
1976 · 
1977 · 
1978 · 
1979 · 
1980 · 
1981 · 
1982 · 
1983 · 
1984 · 
1985 · 
1986 · 
1987 · 
1988 · 
1989 · 
1990 · 
1991 · 
1992 · 
1993 · 
1994 · 
1995 · 
1996 · 
1997 · 
1998 · 
1999 · 
2000 · 
2001 · 
2002 · 
2003 · 
2004 · 
2005 · 
2006 · 
2007 · 
2008 · 
2009 · 
2010 · 
2011 · 
2012 · 
2013 · 
2014 ·
2015 ·
2016 ·
2017 ·
2018 ·
2019 ·
2020 ·
2021 ·
2022 ·
2023 ·
2024
Afghanistan ·
Albanië ·
Algerije ·
Andorra ·
Argentinië ·
Australië ·
Azerbeidzjan ·
Bahrein ·
Bangladesh ·
België ·
Bhutan ·
Bosnië en Herzegovina ·
Brazilië .
Bulgarije ·
Burkina Faso ·
Cambodja ·
Canada ·
Chili ·
China ·
Colombia ·
Congo-Kinshasa ·
Costa Rica ·
Curaçao ·
Ecuador ·
Egypte ·
El Salvador ·
Estland ·
Filipijnen ·
Finland ·
Georgië ·
Ghana ·
Grenada ·
Griekenland ·
Guatemala ·
Haïti ·
Honduras ·
Hongarije ·
Hongkong ·
Ierland ·
IJsland ·
India ·
Indonesië ·
Irak ·
Iran ·
Ivoorkust ·
Jamaica ·
Japan ·
Jemen ·
Jordanië ·
Kazachstan ·
Kenia ·
Kirgizië ·
Koeweit ·
Kroatië ·
Laos ·
Letland ·
Libanon ·
Libië ·
Liechtenstein ·
Luxemburg ·
Malediven ·
Maleisië ·
Mali ·
Malta ·
Marokko ·
Mauritius ·
Mexico ·
Moldavië ·
Myanmar ·
Nederland ·
Nieuw-Zeeland ·
Noord-Ierland ·
Noord-Korea ·
Noord-Macedonië ·
Noorwegen ·
Oezbekistan ·
Oman ·
Pakistan ·
Palestina ·
Panama ·
Paraguay ·
Peru ·
Portugal ·
Rusland ·
Saoedi-Arabië ·
Schotland ·
Senegal ·
Servië ·
Singapore ·
Slovenië ·
Soedan ·
Sri Lanka ·
Syrië ·
Tadzjikistan ·
Thailand ·
Tsjechië ·
Tunesië ·
Turkije · 
Turkmenistan ·
Verenigde Arabische Emiraten ·
Verenigde Staten ·
Vietnam ·
Wales ·
Zimbabwe ·
Zuid-Korea ·
Zweden ·
Zwitserland
Ecuador (2022) ·
Nederland (2022)